# Cranichis
Cranichis är ett släkte av orkidéer. Cranichis ingår i familjen orkidéer.

## Bildgalleri

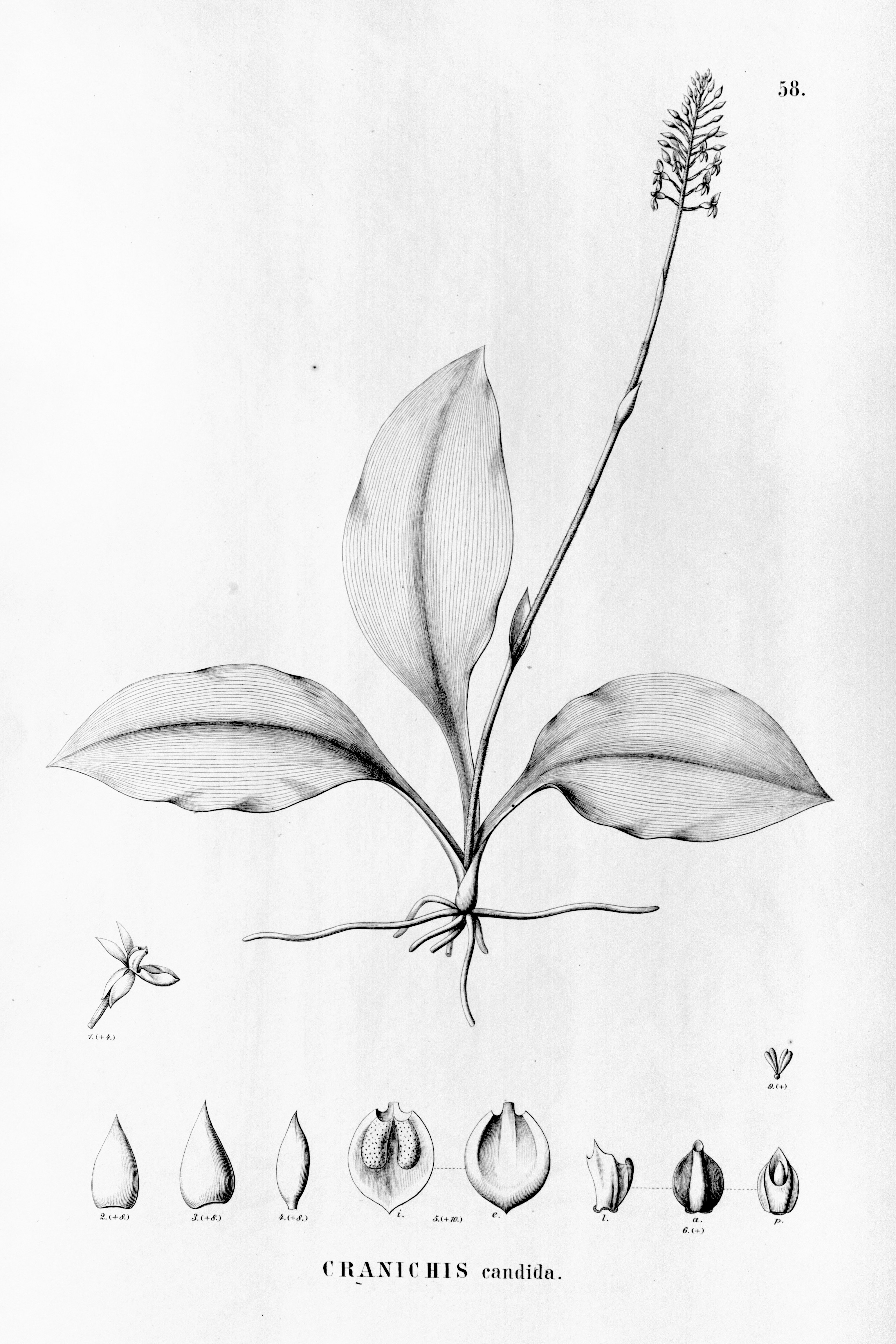

## Dottertaxa tillCranichis, i alfabetisk ordning[1]
- Cranichis acuminatissima
- Cranichis amplectens
- Cranichis antioquiensis
- Cranichis apiculata
- Cranichis brachyblephara
- Cranichis callifera
- Cranichis calva
- Cranichis candida
- Cranichis castellanosii
- Cranichis ciliata
- Cranichis ciliilabia
- Cranichis cochleata
- Cranichis crumenifera
- Cranichis diphylla
- Cranichis elliptica
- Cranichis engelii
- Cranichis fendleri
- Cranichis foliosa
- Cranichis galatea
- Cranichis garayana
- Cranichis gibbosa
- Cranichis glabricaulis
- Cranichis glandulosa
- Cranichis gracilis
- Cranichis hassleri
- Cranichis hieroglyphica
- Cranichis lankesteri
- Cranichis lehmanniana
- Cranichis lehmannii
- Cranichis lichenophila
- Cranichis longipetiolata
- Cranichis macroblepharis
- Cranichis muscosa
- Cranichis notata
- Cranichis nudilabia
- Cranichis ovata
- Cranichis parvula
- Cranichis picta
- Cranichis polyantha
- Cranichis pulvinifera
- Cranichis reticulata
- Cranichis revoluta
- Cranichis ricartii
- Cranichis saccata
- Cranichis scripta
- Cranichis sparrei
- Cranichis subumbellata
- Cranichis sylvatica
- Cranichis talamancana
- Cranichis tenuis
- Cranichis turkeliae
- Cranichis wageneri
- Cranichis werffii